# Gefärbtes Laichkraut
Das Gefärbte Laichkraut (Potamogeton coloratus) ist eine Pflanzenart aus der Gattung der Laichkräuter (Potamogeton) innerhalb der Familie der Laichkrautgewächse (Potamogetonaceae).

## Beschreibung
Das Gefärbte Laichkraut ist eine krautige Pflanze. Der Stängel ist 0,3 bis 1 Meter lang und wenig verzweigt. Die untergetauchten Laubblätter sind lanzettlich, in einen kurzen Stiel verschmälert, durchscheinend und rötlich. Die Schwimmblätter sind dünn, meist rötlich, spatenförmig, mit einem feinen Adernetz ausgestattet und haben einen kurzen Stiel.
Die Blütenähre des Gefärbten Laichkrauts ist dünn, der Ährenstiel ist schlank und bis 10, selten bis zu 15 Zentimeter lang.
Die Blütezeit ist von Juni bis September.
Die sehr kleinen Früchte sind 1 bis 1,5 mm lang, stumpf und gekielt. Oft stehen mehr als 100 davon in einer Ähre.
Die Landformen des Gefärbten Laichkrauts sind häufig und sie wurzeln auf schlammigem Boden.
Die Chromosomenzahl der Art ist 2n = 26.

## Vorkommen
Das Verbreitungsgebiet des Gefärbten Laichkrauts reicht von Europa bis zum Kaukasus und umfasst Nordafrika und die Karibik.
Das Gefärbte Laichkraut gedeiht am besten in unbelastetem und klarem Süßwasser in langsam fließenden Bächen und Gräben, deren Kalkgehalt eher hoch sein sollte, es geht aber auch in Stillgewässer, wenn es flach und sommerwarm ist. Es gedeiht in Wassertiefen von 20–300 Zentimetern. Es kommt vor in Gesellschaft des Potamogetonetum colorati aus dem Verband Ranunculion fluitantis.
Das Gefärbte Laichkraut war in Mitteleuropa nie häufig, und es ist derzeit wegen der Beeinträchtigung seiner potentiellen Standorte in seinem Bestand bedroht. Man schätzt, dass es im 20. Jahrhundert rund 50 % seiner vordem bekannten Standorte in Mitteleuropa verloren hat. Man findet es in Deutschland heute noch sehr selten im Einzugsgebiet des Ober-, Mittel- und Niederrheins, der Aller und der mittleren Weser, der Bode sowie des Lech und der Isar. Vereinzelt kommt es noch vor in Ober- und Niederösterreich, in Tirol und Vorarlberg und in der nordwestlichen Schweiz.